# Tân Triều
Tân Triều là một xã thuộc huyện Thanh Trì, thành phố Hà Nội.

## Địa giới hành chính
Xã Tân Triều nằm ở phía tây bắc huyện Thanh Trì. Ranh giới hành chính như sau:
- Phía đông giáp phường Đại Kim, quận Hoàng Mai và xã Thanh Liệt, huyện Thanh Trì;
- Phía nam giáp xã Tả Thanh Oai, huyện Thanh Trì và phường Kiến Hưng, quận Hà Đông.
- Phía tây giáp các phường Phúc La và Văn Quán, quận Hà Đông với ranh giới là đường Chiến Thắng và đường Tân Triều.
- Phía bắc giáp các phường Thanh Xuân Nam và Hạ Đình, quận Thanh Xuân.

Giao thông thuận lợi. Phía tây là đường Phan Trọng Tuệ, phía bắc là đường Nguyễn Trãi.

## Lịch sử
Cuối thời Lê, đầu thời Nguyễn, nơi đây là đất xã Triều Khúc và thôn Yên Xá của xã Trung Thanh Oai, đều thuộc tổng Thượng Thanh Oai, huyện Thanh Oai, phủ ứng Thiên, trấn Sơn Nam Thượng (năm Minh Mạng thứ 12 - 1831 đổi làm tỉnh Hà Nội; năm 1889 thuộc tỉnh Cầu Đơ; năm 1904 đổi làm tỉnh Hà Đông). Trong kháng chiến chống Pháp, thuộc huyện Liên Nam tỉnh Hà Đông. Hòa bình lập lại thuộc huyện Thanh Trì. Từ tháng 6 - 1961, hai làng Triều Khúc và Yên Xá nhập lại thành xã Tân Triều thuộc huyện Thanh Trì, thành phố Hà Nội,. Tháng 6 - 1982, một phần đất phía bắc xã Tân Triều chạy dọc đường Nguyễn Trãi (quốc lộ 6) được tách ra để thành lập phường Thanh Xuân Bắc trực thuộc quận Đống Đa khi đó (từ tháng 1 - 1997, khu vực này thuộc địa bàn phường Thanh Xuân Nam trực thuộc quận Thanh Xuân mới thành lập).

## Làng Triều Khúc
Làng Triều Khúc, tên Nôm là Đơ Thao hay Kẻ Đơ, Tên gọi "Đơ Thao" xuất phát từ việc làng có nghề dẹt quai nón (quai thao) từ lâu đời. Triều Khúc là một làng cổ. Trên gò Cây Táo ở cánh đồng Miễu của làng, các nhà khảo cổ học đã tìm thấy di chỉ khảo cổ học với 140 hiện vật đá, gốm thuộc Văn hóa Phùng Nguyên cách ngày nay trên dưới 3500 năm.
Làng Triều Khúc nổi tiếng là làng thủ công của đất Thanh Oai (Hà Đông) xưa. Nổi tiếng nhất là nghề dệt theo từ nguyên liệu thô, sần - là những phế liệu từ dệt lĩnh dệt lụa thải ra, được chuốt lọc lại thành những con tơ, cuộn sợi nhuộm đủ màu rồi mới dệt thành vải để làm quai nón. Câu ca "Ai làm ra nón quai thao, để cho anh thấy cô nào cũng xinh" có lẽ bắt nguồn từ làng quê này. Dân làng còn nổi tiếng bởi nghề đi khắp nơi thu lượm lông gà, lông vịt về phân loại, làm sạch, phơi khô. Từ các nguyên liệu này, mọi người trong nhà, mỗi người mỗi việc làm thành khá nhiều sản phẩm. Hiện tại làng còn lưu truyền bài ca Nôm (cả bằng văn bản) do một tác giả ký tên là "ấp tử Giáo Hồng" (ông giáo Hồng là người con của làng) sáng tác năm 1915, chỉ với 36 câu mộc mạc nhưng đã phác họa nghề của dân làng làm ra 34 sản phẩm từ các nguyên liệu này. Nhờ nghề này mà đời sống của dân làng xưa cũng như nay đều ổn định và khá giả hơn các làng quê khác trong vùng. Dân làng tôn thờ tổ nghề là Vũ uý, người làng, sống vào thời Cảnh Hưng (1740 - 1786). Hiện còn nhà thờ và tượng của ông tạc bằng đồng còn để trong đình.
Ngày nay, truyền thống "nhất nghệ tinh, nhất thân vinh" của Triều Khúc vẫn được phát huy và mở rộng thành nhiều nghề khác, có sự "phân công " theo các dòng họ, như họ Hoàng Đình chuyên làm băng hiệu, tua cờ và mũ phục vụ lễ hội và cả quân đội; họ Nguyễn Hữu lại chuyên về dệt thảm, trang trí nội thất với những mặt hàng được cả khách hàng ở nhiều nước đến mua.
Theo hiện vật còn lại, chùa Triều Khúc có dấu tích từ thời nhà Đinh. Điều này được căn cứ vào các chữ trên câu đối hiện còn đặt trên Tam bảo của chùa đó là: "Hương Vân tự Cổ Tòng Đinh - Lý - Trần - Lê Kỷ Kinh Vật Hoán Tinh Di Thần Thông Tự Tại". Chùa Triều Khúc đã được Nhà nước xếp hạng Di tích Lịch sử - Nghệ thuật - Kiến trúc ngày 29/01/1993.
Làng Triều Khúc có hai ngôi đình thờ Phùng Hưng, được dựng từ thế kỷ XVII với quy mô kiến trúc khá bề thế. Theo thần phả và truyền thuyết thì vào năm 791, trên đường tiến quân vào bao vây thành Tống Bình (nội thành Hà Nội ngày nay), dẹp bỏ ách đô hộ của nhà Đường do Cao Chính Bình cầm đầu, Phùng Hưng đã chọn Triều Khúc làm đại bản doanh, tức khu vực đình hiện nay. Ngoài ra có ngôi đền (dân làng gọi là Đình Sắc), là nơi giữ sắc phong của thần, hàng năm vào dịp hội làng (từ ngày 10 đến 12 tháng Giêng), rước sắc từ đây về đình, tan hội lại rước trả về. Làng cũng có chùa thờ Phật. Cả đình, chùa và đền đã được Bộ Văn Hóa Thông tin xếp hạng là Di tích Lịch sử Văn hóa năm 1993.
Làng Triều Khúc có ông Nguyễn Gia Du đỗ Tiến sĩ khoa Ất Sửu niên hiệu Đoan Khánh đời Uy Mục đế (năm 1505), làm quan đến chức Phủ doãn Phụng Thiên (như chức Chủ tịch UBND thành phố Hà nội hiện nay).

## Làng Yên Xá
Làng Yên Xá, tên cùng có tên Nôm là Kẻ Đơ với làng Triều Khúc, nhưng thường được gọi Đơ Bùi, xuất phát từ việc làng trồng được thứ khoai lang ăn rất bùi và ngọt.
Khác với làng Triều Khúc (Đơ Thao) ở bên cạnh, làng Yên Xá chuyên làm nông nghiệp, cấy trồng nhiều giống lúa, hoa màu trở thành đặc sản có tiếng trong vùng. Dân làng còn có nghề làm bánh đúc, xưa kia, sản phẩm rất được người nội thành Thăng Long - Hà Nội ưa chuộng.
Làng Yên Xá có ngôi đình đã bị bom Mỹ phá hủy gần hết vào năm 1972, chỉ còn hậu cung. Đến nay đình đã được dựng lại khang trang, song trong hậu cung vẫn giữ được đôi câu đối cổ, ca ngợi đất làng là đất thiêng, khí thiêng của hồ Tây, sông Nhuệ :
Mạch dẫn Tây Hồ chung tú khí,
Phái tùng Nhuệ thủy dũng văn lan.
Lược dịch: 
Sóng gợn lung linh theo sông Nhuệ,
Khí thiêng hun đúc tự Tây Hồ.
Đình làng thờ Uý Đô Linh Lang, tương truyền là con trai của Vua Trần Thánh Tông và Hoàng hậu Minh Đức. Uý Đô là người không ham cuộc sống quyền chức mà đi tu ở nhiều chùa. Đến khi giặc Nguyên - Mông xâm lược nước ta, Vua Trần Thánh Tông cho gọi Uý Đô về trông coi Kinh thành Thăng Long, sau Uý Đô lại ra trận, tổ chức tuyến phòng thủ ở nhiều làng xã phía Nam Kinh thành Thăng Long, trong đó có làng Yên Xá, làng Lưu Phái (nay thuộc xã Ngũ Hiệp cùng thuộc huyện Thanh Trì) lập công, nên được phong làm Linh Lang đại vương, ban thực ấp ở vùng Dâm Đàm (Hồ Tây). Sau khi ông mất, các làng là nơi ông tổ chức phòng tuyến và làng trong khu thực ấp của ông đều lập đền thờ, đền chính ở phường Nhật Chiêu. Tại làng Yên Xá, lúc đầu, dân làng lập miếu thờ ở mé Tây của làng, nơi đây vài chục năm trước vẫn còn hào lũy um tùm, không ai động đến, hiện nay vẫn còn vết tích.
Làng có ngôi chùa Thanh An, tên chữ là Thanh An thiền tự. Liền sau chùa là ngôi đền Tứ phủ (Mẫu Địa, Mẫu Thủy, Mẫu Thượng Ngàn và Mẫu Liễu Hạnh), tạo thành kiến trúc "tiền Phật, hậu Thánh". Trong chùa hiện còn lưu 21 tấm bia đá, trong đó có 16 tấm bia hậu, đều khắc năm Nhâm Tý thời Lê trung hưng (các năm Nhâm Tý là: 1612, 1672 và 1772), ghi tên những người là quan lại, vương phi... đóng góp tiền của tu bổ chùa và đền. Ngoài ra còn có quả chuông đúc thời Cảnh Thịnh (1793 - 1802). Cả đình, chùa và đền đã được xếp hạng là Di tích Lịch sử Văn hóa năm 1990.